# Stomoplo (lagun)
Stomoplo (bulgariska: Стомопло) är en lagun i Bulgarien.   Den ligger i regionen Burgas, i den östra delen av landet, 400 km öster om huvudstaden Sofia. Stomoplo ligger 20 meter över havet.